# Theodore William Richards

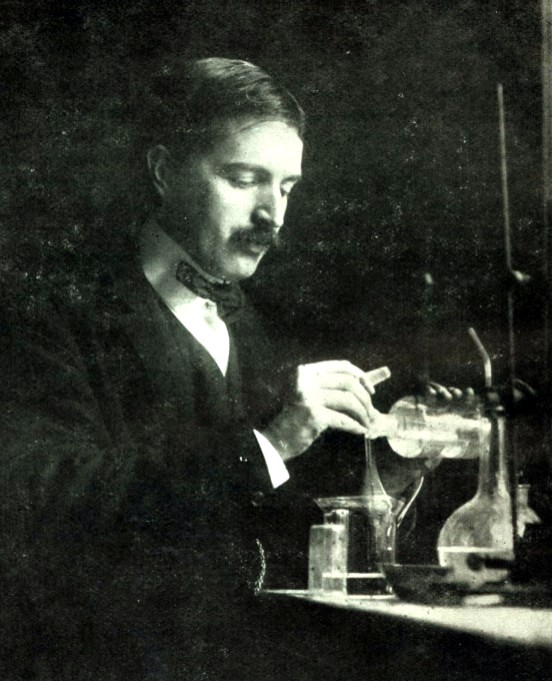
Theodore William Richards

Theodore William Richards (* 31. Januar 1868 in Germantown; † 2. April 1928 in Cambridge (Massachusetts)) war ein US-amerikanischer Chemiker.
Richards erhielt 1914 den Nobelpreis für Chemie „als Anerkennung seiner genauen Bestimmungen des Atomgewichtes von zahlreichen chemischen Elementen“.

## Leben
Richards war der Sohn eines See- und Landschaftsmalers, war in seiner Jugend mit seinen Eltern zwei Jahre in England und besuchte das Haverford College mit dem Bachelor-Abschluss (B. Sc.) 1885. Er studierte ab 1885 an der Harvard University mit dem Bachelor-Abschluss (B.A.) 1886 und der Promotion in Chemie bei Josiah Parsons Cooke 1888. In seiner Dissertation bestimmte er das relative Atomgewicht von Sauerstoff im Verhältnis zu Wasserstoff. Als Post-Doktorand war er ein Jahr in Deutschland (unter anderem bei Victor Meyer) an der Universität Göttingen, war danach Assistent in Harvard, 1891 Instructor, 1894 Assistant Professor und 1901 Professor und er war ab 1903 Leiter der Chemiefakultät. 1912 wurde er Erving Professor of Chemistry und Direktor des neu gegründeten Wolcott Gibbs Memorial Laboratory.
Er war Quäker und hatte als Hobbys Zeichnen, Golf und Segeln. 1896 heiratete er Miriam Stuart Thayer, mit der er eine Tochter hatte, die James Bryant Conant heiratete, und zwei Söhne.

## Werk
Seine Arbeiten zur genauen Bestimmung von Atommassen begannen 1886 und 1912 hatte er die Atommassen von über 30 Elementen mit großer Sorgfalt bestimmt und bis 1932 mit seinen Schülern von 55. Bei seinen Messungen an Blei fand er so auch als Erster durch chemische Analyse Hinweise auf die Existenz von Isotopen.
Er befasste sich auch mit Temperaturmessung (wobei er Thermometer an den Temperaturen eichte, an denen bestimmte Salze ihre Hydratationszahl ändern) und Kalorimetrie (adiabatisches Kalorimeter), Kompressibilität von Atomen, Elektrochemie von Amalgamen und seine Arbeiten über elektrochemische Potentiale bei niedrigen Temperaturen spielten eine Rolle in der Entwicklung des Nernst-Theorems durch Walther Nernst, wobei es zu hitzigen Debatten mit Richards kam. Er erfand ein Nephelometer bei seiner Arbeit zum Atomgewicht von Strontium.

## Ehrungen
Er erhielt die Davy Medal (1910), die Faraday-Vorlesung und -Preis (1911), die Willard Gibbs Medal (1912), die Franklin Medal (1916) und 1922 die Lavoisier-Medaille und Le-Blanc-Medaille. 1914 war er Präsident der American Chemical Society, 1917 der American Association for the Advancement of Science und 1919 bis 1921 der American Academy of Arts and Sciences, in die er 1891 gewählt worden war. Seit 1899 war er Mitglied der National Academy of Sciences und seit 1902 der American Philosophical Society. Seit 1919 war er auswärtiges Mitglied der Royal Society und seit 1923 Ehrenmitglied (Honorary Fellow) der Royal Society of Edinburgh. 1927 wurde er als korrespondierendes Mitglied in die Académie des sciences aufgenommen. Er war Mitglied des Internationalen Komitees für Atomgewichte. 1976 wurde der Mondkrater Richards nach ihm benannt.